# Guarda Nacional (Brasil)
La Guardia Nacional fue una fuerza militar organizada en Brasil en agosto de 1831, durante el período de regencia, y desmovilizada en septiembre de 1922. Su creación se dio por medio de ley de 18 de agosto de 1831 que crea las Guardias Nacionales y extingue los cuerpos de milicias, guardias municipales y ordenanzas. Dice la referida ley, en su artículo primero, que las Guardias Nacionales son creadas para defender la Constitución, la libertad, independencia e integridad del Imperio; para mantener la obediencia y la tranquilidad pública; y auxiliar el Ejército de Línea en la defensa de las fronteras y espalda, teniendo como fundamento el art. 145 de la Constitución de 1824: 

Todos os Brazileiros são obrigados a pegar em armas, para sustentar a Independencia, e integridade do Imperio, e defendel-o dos seus inimigos externos, ou internos
Art. 145 de la Constitución de 1824.

 En septiembre de 1850, por medio de la Ley nº 602, la Guarda Nacional fue reorganizada y mantuvo su subordinación al Ministerio de Justicia y a los presidentes de las provincias. En 1873, hubo una nueva reforma que disminuyó la importancia de la institución en relación con el Ejército. Con la llegada de la República, la Guarda Nacional fue transferida en 1892 al Ministerio de Justicia y Negocios Interiores. En 1918, la Guarda Nacional pasó a ser subordinada del Ejército Brasileño, siendo incorporada como Ejército de 2ª línea, acabando diluida en septiembre de 1922.

## Historia

### Antecedentes

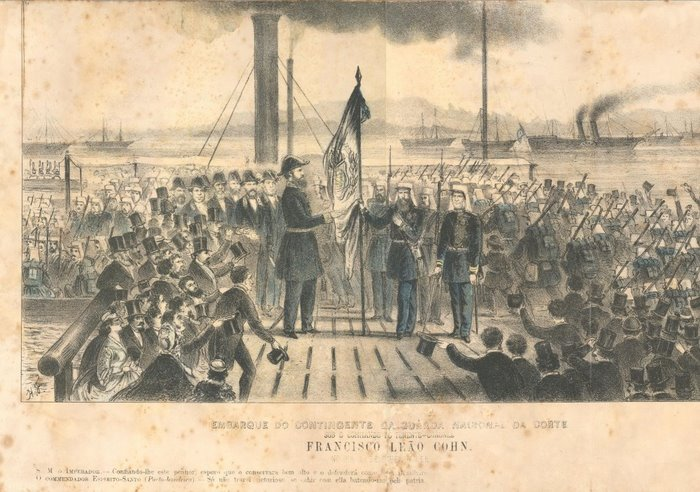
Embarque de la Guarda Nacional en 1865.

La Guarda Nacional fue creada en un contexto difícil, tras la abdicación de D. Pedro I. Existían tensiones entre nacionales y lusitanos y había recelo en la sociedad por el miedo a que los militares tomaran alguna actitud restauradora, posicionándose por la vuelta de D. Pedro I. El Ejército estaba formado básicamente por hombres negros y mulatos, pobres hombres en la mayoría de los casos, sin ninguna cualificación profesional, poco considerados socialmente. Los altos puestos de mando eran ocupados por extranjeros, provocando una falta de confianza del gobierno en la fidelidad del ejército, considerado una amenaza en potencia al liberalismo de la nueva orden instaurada con la regencia.
Con las señales de insubordinación del ejército, se creó una situación en la cual los gobernantes preferían no utilizar sus servicios. Entonces el Gobierno comenzó a realizar una purga en el Ejército, tomando la Regencia una serie de medidas: en mayo de 1831 el número de efectivos de las tropas ya había bajado de 30.000 y había llegado a 14.342 hombres. El 30 de agosto de ese mismo año, se redujo aún más, cayendo hasta 10.000 hombres. Los despidos y licencias de militares son facilitadas, mientras cesa, por tiempo indeterminado, el reclutamiento militar.

### Creación del Cuerpo
Además de eso, pasaron a buscar otra manera de garantizar el mantenimiento del orden, siendo aprobada, el 18 de agosto de 1831, la creación de la Guarda Nacional, una alternativa liberal y civil para los problemas del mantenimiento del orden, además de colocarse como una organización económica y eficiente, formada por ciudadanos y capaz de ser empleada contra las adversidades del período. A partir de ahí, la Guarda Nacional debería ser creada por los Jueces de Paz en todos los municipios del imperio. La Guarda Nacional era vista por sus creadores como el instrumento apto para la garantía de la seguridad y del orden y tenía como finalidad defender la Constitución, la libertad, la independencia y la integridad del Imperio, manteniendo la obediencia a las leyes, conservando el orden y la tranquilidad pública.
A fines de septiembre de 1831 hubo un tumulto en el Teatro São Pedro provocado por dos oficiales, cuyo encarcelamiento el mayor Miguel de Frías, que había tenido una destacada actuación en el movimiento de la abdicación de D. Pedro I, intentó evitar. Por orden del juez de paz, la Guarda Nacional evacuó el teatro y prendió a los oficiales involucrados y al mayor. El día 6 de octubre hubo una nueva revuelta. El Cuerpo de Artillería de la Marina, acuartelado en la isla de las Cobras, liderado por el exdiputado Cipriano Barata, detenido por crimen de prensa, se rebeló, tomando cuenta de la isla y prendiendo oficiales que no se adhirieron al movimiento capivara. Con el apoyo de la Guarda Nacional, el líder de la Regencia Diogo Antônio Feijó repelió violentamente a los extremistas. Para consolidar la victoria, solicitó a la Cámara de los Diputados la concesión de poderes extraordinarios, y la supresión de las garantías individuales. Sus peticiones fueron rechazadas, inclusive por los moderados que temían nueva concentración de poder en el Ejecutivo.
En informe de su ministerio, datado en mayo de 1832, Feijó hizo un balance de la situación militar en Río de Janeiro, entonces capital imperial: La tropa de primera línea de la capital desapareció: las guarniciones de tierra, las rondas policías, el auxilio a la justicia son prestados por los guardias nacionales.

### Organización inicial
Los miembros de la Guardia eran reclutados entre los ciudadanos electores y sus hijos, con renta anual superior a 200 mil réis en las grandes ciudades, y 100 mil réis en las demás regiones, esos individuos no ejercían profesionalmente la actividad militar, pero, tras calificados como guardias nacionales, pasaban a formar parte del servicio ordinario o de la reserva de la institución. La Guardia Nacional tenía fuerte base municipal y alto grado de politización. 
Su organización se basaba en las élites políticas locales, pues eran ellas que formaban o dirigían el Cuerpo de Guardias. Como una institución de carácter civil, la Guardia Nacional era subordinada a los jueces de paz, a los jueces criminales, a los presidentes de provincia y al Ministro de la Justicia, siendo solamente esas autoridades quienes podían requerir sus servicios. El único escenario en que los guardias nacionales pasarían a formar parte de la estructura militar de primera línea era en el caso de los cuerpos destacados para la guerra, cuando deberían de actuar como auxiliares del ejército. Los guardias nacionales deberían ser repartidos por las cámaras municipales en unidades dentro de los distritos de cada municipio. En un principio las unidades serían del arma de infantería, quedando a cargo del gobierno decidir sobre la creación de unidades de cavalaria y artillería, y cabiéndole la posibilidad de escoger los coroneles y los majores de legião de la Guardia Nacional. Los demás oficiales, inicialmente, eran escogidos a través de elecciones en que votaban todos los guardias nacionales para ejercer un puesto por el plazo de cuatro años, sin embargo tal fórmula fue modificada después de la promulgación del Acto Adicional de 1834, siendo sustituida por nombramientos provinciales, propuestas de las cámaras municipales y, más tarde, por indicaciones de los comandantes de los cuerpos.

## Evolución histórica

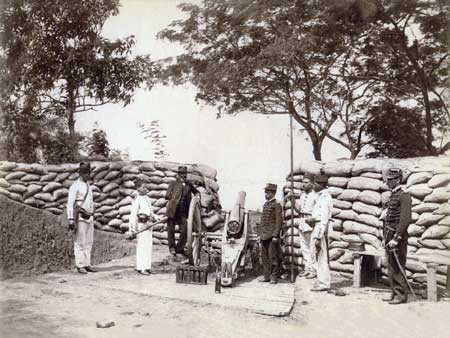
Soldados del 4° Batallón de Artillería de la Guardia Nacional en servicio durante la Revuelta de la Armada, 1894

En 1842, la Revuelta de los Liberales fue fuertemente apoyada por las guardias nacionales de las villas que se adhirieron al movimiento, tanto en São Paulo como en Minas Gerais. En esta ocasión, como en varias otras, las guardias tuvieron oportunidad de entrar en enfrentamiento directo con el ejército, como ocurrió, por ejemplo, en la célebre batalla de Santa Lucía en Minas Gerais entre Barão de Caxias y Teófilo Ottoni.
En 1850, la Guarda Nacional fue reorganizada y mantuvo sus cualificaciones subordinadas al ministro de la Justicia y a los presidentes de provincia.
En 1864, la Guardia Nacional consistía en 212 comandantes superiores y un gran cuadro de oficiales. Contaba con 595 454 plazas, distribuidos en la artillería, cavalaria, infantería e infantería de la reserva. En contraposición, el ejército regular en esta época contaba con 1.550 oficiales y 16.000 plazas. La relevancia de la Guarda Nacional se evidenciaba cuando la organización de las unidades de caballería ligera, pues la mayoría de los cuerpos de caballería de Brasil era constituida por unidades de la Guarda Nacional, y así para los dos regimientos de caballería del Ejército Imperial existían 22 cuerpos de la Guarda Nacional. Durante la Guerra de la Triple Alianza, la Guarda Nacional tuvo participación importante, debido a que del efectivo total de cerca de 123.000 soldados, 59.669 serían provenientes de la Guarda Nacional.
En 1873, se llevó a cabo una nueva reforma, que disminuyó la importancia de la institución en relación con el Ejército.

## Desmovilización

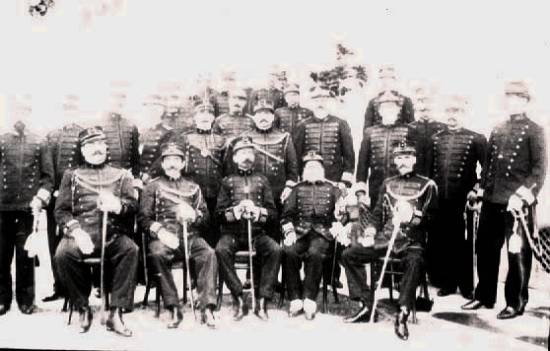
Guarda Nacional en Santos ca. 1900

La Guarda Nacional fue perdiendo espacio con la llegada de la República, cuya instalación se dio por cuenta del Ejército, históricamente opuesto a la Guarda Nacional. Fue transferida en 1892 al Ministerio de Justicia y Negocios Interiores. En 1918, pasó la Guarda Nacional a ser subordinada al Ministerio de Guerra, a través de la organización del Ejército Nacional de 2ª Línea, que constituyó en cierto modo su absorción por el Ejército. Su última aparición pública fue el día 7 de septiembre de 1922, con motivo del desfile por la Independencia de Brasil en Río de Janeiro, marcando aquel, también, el año de su desmovilización oficial.
A pesar de su desmovilización, el presidente de la República, Artur Bernardes, continuó emitiendo cartas-patentes de oficiales de la Guarda Nacional: hay casos de ciudadanos que prestaron compromiso de lealtad a la corporación el 6 de agosto de 1924, cumpliendo la determinación de la carta-patente de 2 de enero de 1924, firmada por el presidente de la República y por el Secretario de Guerra, con su registro oficial en la Secretaría de Estado de Guerra, el 4 de febrero de 1924.